# HD 33266
HD 33266，又名BD+61 766，SAO 13409、HR 1675，是一颗恒星，视星等为6.17，位于銀經149.07，銀緯13.14，其B1900.0坐标为赤經5h 3m 52.8s，赤緯+61° 13.14′ 33″。